# Mon Chéri
Mon Chéri je cukrářský výrobek italské firmy Ferrero.
Jde o bonbóny z hořké čokolády zabalené v růžovém obalu obsahující třešeň plovoucí v likéru. Dříve existovaly i verze s hrozny, lískovými ořechy a mandlemi, ty ale přestaly být vyráběny v 80. letech 20. století. Třešně do bonboniéry firma Ferrero odebírá z Portugalského regionu Fundão, každoročně jich nakupuje zhruba 150 000 tun.
Cukrovinka se poprvé objevila v Itálii v roce 1956. Od roku 1960 byla vyráběna a uváděna na trh na francouzském a britském trhu a od roku 1961 na německém trhu. Název, který znamená francouzsky „můj miláček“, byl vybrán jako odkaz na francouzský způsob života a byl rychle přijat jako značka pro mezinárodní trh.